# Arbi Mejri
Pour les articles homonymes, voir Mejri.
Arbi Mejri, né le 3 février 1985, est un footballeur international tunisien évoluant au poste de gardien de but.

## Clubs
- 2005-août 2007 : Club sportif de Hammam Lif (Tunisie)
- août 2007-août 2012 : Espérance sportive de Tunis (Tunisie)
  - janvier-juin 2012 : Club sportif de Hammam Lif (Tunisie), en prêt
- août 2012-juillet 2017 : Club sportif de Hammam Lif (Tunisie)

## Palmarès
- Ligue des champions de la CAF
  - Vainqueur : 2011
- Coupe nord-africaine des vainqueurs de coupe :
  - Vainqueur : 2008
- Ligue des champions arabes : 
  - Vainqueur : 2009
- Championnat de Tunisie :
  - Vainqueur : 2009, 2010, 2011
- Coupe de Tunisie :
  - Vainqueur : 2008, 2011